# Damasén

En la mitología griega Damasén (en griego Δαμασῆν, probablemente relacionado con dámnëmi, «destruir»), citado como un «inmenso hijo de la tierra», era uno de los gigantes, referido solo por Nono de Panópolis en una variante local de un mito lidio. El autor lo describe así:
«Se encontró con el descomunal Damasén, hijo de la Tierra, a quien otrora diera a luz su madre tras engendrarlo por sí sola. De sus mejillas redondeadas brotaba una barba de espesos mechones que tenía desde su nacimiento. Después de nacer tuvo a la Discordia (Eris) como nodriza. Lanzas le amamantaron en vez de pechos. Sangrientos combates tuvo en lugar de baños. Armadura en vez de pañales. Y como soportase el peso de miembros tan descomunales aquel infante en armas, retoño bizarro cuya estatura era par al cercano cielo, podía empuñar una hermana lanza con la que nació juntamente, pues ya recién nacido Ilitía le armó con un escudo».
Se dice que cuando el héroe Tilo fue mordido fatalmente por una serpiente venenosa, su hermana Moria apeló a Damasén para vengar a su hermano. Damasén acordó vengar a Tilo y desarraigó un árbol del suelo para enfrentarse contra la serpiente. La serpiente se defendió enroscándose alrededor de Damasén y escupiendo veneno en su rostro. A pesar del incidente el gigante se quitó la serpiente de encima y derribó el árbol que sostenía. El árbol impactó contra la cabeza de la serpiente antes de hundir sus raíces en el suelo, llevándose consigo a la serpiente. Más tarde otra serpiente, esta vez una hembra, buscó la llamada «flor de Zeus» en el bosque, pues se dice que era una hierba que quitaba el dolor. Ella lo puso sobre los labios de la serpiente muerta, devolviéndole la vida. Moria vio esto y también consiguió la flor de Zeus para llevársela a su hermano muerto, Tilo. Finalmente la flor lo devolvió a la vida cuando se levantó de nuevo sobre sus pies.
Nono, que es amante de raros mitos locales, une en un mismo mito a Tilo, Moria y Damasén, pero solo el último parece ser una invención del autor. De Tilo se dice que era un antiguo héroe o rey de Lidia y en otra referencia nos encontramos a Manes, que pudiera ser un anagrama de Damasén.

## En la cultura
- En La casa de Hades, los protagonistas Percy Jackson y Annabeth Chase se encuentran con Damasén mientras viajan por el Tártaro y Damasén cura a Percy de la sangre de gorgona.